# قوات مشاة بحرية الولايات المتحدة
مشاة البحرية الأمريكية (بالإنجليزية: United States Marine Corps) أو ما يعرف بـ المارينز هي أحد الفروع الأربعة للقوات المسلحة الأمريكية، تخضع جزئيا لقوات البحرية خاصةً في الأمور غير القتالية. يعمل في سلاح مشاة البحرية الأمريكي 190,000 ألف مارين (مفرد Marines) في الخدمة الفعلية و 40,000 ألف جندي في الاحتياط. و يقع مركز قيادتها في أرلينغتون بولاية فيرجينيا وتضم مكاتب القيادة والتحكم.
مهام سلاح المشاة البحري الأمريكي التعامل والتنسيق مع سلاح البحرية الأمريكية وتوصيل المعونات والأسلحة في الأزمات العالمية والاستخدام في عمليات الابرار المائية والاقتحام الساحلي والتنقل بواسطة البحرية الأمريكية وحراسة القواعد البحرية داخل وخارج الولايات المتحدة الأمريكية ومن مميزات قوات المشاء البحرية الأمريكية أنهم قادرين على العمل برا وبحرا وجواً والانتقال عبرهم.
قوات مشاة البحرية الأمريكية (USMC)، والتي يشار إليها أيضًا باسم قوات مشاة البحرية الأمريكية، هي فرع الخدمة البحرية البرية للقوات المسلحة الأمريكية المسؤولة عن إجراء العمليات الحربية والبرمائية.  من خلال الجمع بين الأسلحة، بإستخدام قواتها الخاصة مثل المشاة والمدفعية والقوات الجوية وقوات العمليات الخاصة. قوات مشاة البحرية الأمريكية هي واحدة من الفروع العسكرية الثمانية للولايات المتحدة. بدأ تاريخ قوات مشاة البحرية عندما تم تشكيل كتيبتين من قوات مشاة البحرية في 10 نوفمبر 1775 في فيلادلفيا كفرع من قوات المشاة القادرة على القتال في البحر وعلى الأرض. في الحرب العالمية الثانية في مسرح المحيط الهادئ، كان سلاح مشاة البحرية رأس الحربة في الحملة الضخمة من الحرب البرمائية، وتقدم من جزيرة إلى أخرى. اعتبارًا من عام 2022م، يبلغ عدد أفراد سلاح مشاة البحرية الأمريكي حوالي 177,200 عضو في الخدمة الفعلية وحوالي 32,400 فرد في الاحتياط.

## المهام
كما هو موضح في الدستور الأمريكي 10 U.S.C. § 5063 وكما تم تقديمه في الأصل بموجب قانون الأمن القومي لعام 1947، فإن ثلاث مهام أساسية لسلاح مشاة البحرية الأمريكي هي:
- الاستيلاء على القواعد البحرية المتقدمة أو الدفاع عنها وغيرها من العمليات البرية لدعم الحملات البحرية؛
- تطوير التكتيكات والتقنيات والمعدات التي تستخدمها قوات الإنزال البرمائية بالتنسيق مع الجيش والقوات الجوية؛ و
- أي واجبات أخرى قد يوجهها الرئيس أو وزارة الدفاع.

ينبع هذا البند الأخير من لغة مماثلة في قوانين الكونغرس «لتنظيم أفضل لقوات مشاة البحرية» لعام 1834 و «تأسيس وتنظيم قوات مشاة البحرية» لعام 1798. في عام 1951، وصفت لجنة الخدمات المسلحة بمجلس النواب هذا البند بأنه «أحد أهم الوظائف القانونية - والتقليدية - لقوات مشاة البحرية». وأشارت إلى أن القوات غالبًا ما قامت بأعمال غير بحرية، بما في ذلك أعمالها الشهيرة في طرابلس وحرب 1812 وشابلوتبك والعديد من مهام مكافحة التمرد ومهام الاحتلال (مثل تلك التي في أمريكا الوسطى والحرب العالمية الأولى والحرب الكورية). على الرغم من أن هذه الأعمال والمهام لا توصف بشكل دقيق بأنها دعم للحملات البحرية أو الحرب البرمائية، إلا أنها تشترك جميعًا في كونها عمليات استكشافية تستفيد من حركة القوات البحرية لتقديم تدخل سريع في الشؤون الخارجية لصالح المصالح الأمريكية.
تقدم فرقة موسيقى مشاة البحرية، التي لقبها جون آدامز بـ «فرقة الرئيس»، الموسيقى في الفعاليات الرسمية في البيت الأبيض. ويحرس مشاة البحرية من السريتين الاحتفاليتين A وB، المتمركزتين في ثكنات مشاة البحرية بواشنطن العاصمة، المقرات الرئاسية، بما في ذلك كامب ديفيد، ويقوم مشاة البحرية التابعون لوحدة الطيران التنفيذي التابعة لـفرقة HMX-1 بتوفير النقل بالطائرات المروحية للرئيس ونائب الرئيس، مع أرقام النداء اللاسلكي "Marine One" و "Marine Two" على التوالي. وتوفر وحدة الطيران التنفيذي أيضًا النقل بالمروحيات لأعضاء مجلس الوزراء وكبار الشخصيات الأخرى. وبموجب سلطة قانون الخدمة الخارجية لعام 1946، يوفر حرس أمن مشاة البحرية التابع لقيادة أمن السفارات لقوات مشاة البحرية، حماية للسفارات والمفوضيات والقنصليات الأمريكية في أكثر من 140 موقعًا حول العالم.
العلاقة بين وزارة الخارجية وفيلق مشاة البحرية الأمريكية قديمة قدم الفيلق نفسه. ولأكثر من 200 عام، خدم مشاة البحرية بناءً على طلب مختلف وزراء الخارجية. فبعد الحرب العالمية الثانية، كانت هناك حاجة إلى قوة يقظة ومنضبطة لحماية السفارات والقنصليات والمفوضيات الأمريكية في جميع أنحاء العالم. وفي عام 1947، قُدم اقتراح لتوفير عدد من جنود قوات مشاة البحرية للقيام بمهام حراسة السلك الدبلوماسي بموجب أحكام قانون الخدمة الخارجية لعام 1946. فتم توقيع مذكرة تفاهم رسمية بين وزارة الخارجية ووزير البحرية في 15 ديسمبر 1948، وتم نشر83 جندي من مشاة البحرية في مهام خارجية. خلال العام الأول من البرنامج، تم نشر 36 وحدة منفصلة في جميع أنحاء العالم.

## الإمكانيات
يلعب سلاح مشاة البحرية دورًا عسكريًا بالغ الأهمية كقوة حرب برمائية. فهو قادر على خوض حرب غير متكافئة باستخدام قوات تقليدية وغير منتظمة وغير نظامية وهجينة. ورغم أن سلاح مشاة البحرية لا يستخدم أي قدرات فريدة، فإنه كقوة يمكنه نشر «قوة مهام مشتركة» بسرعة إلى أي مكان تقريبًا في العالم في غضون أيام. والهيكل الأساسي لجميع الوحدات المنتشرة هو «قوة مهام برية بحرية جوية» ‏ (MAGTF) تدمج عناصر قتالية برية وبحرية وجوية ولوجستية تحت عنصر قيادة مشترك (سلاح مشاة البحرية بالولايات المتحدة) وفي حين أدى إنشاء القيادات المشتركة بموجب قانون جولدووتر-نيكولز إلى تحسين التنسيق بين الفروع المختلفة، فإن قدرة مشاة البحرية على الحفاظ بشكل دائم على قوات مهام متعددة العناصر متكاملة تحت قيادة واحدة توفر تنفيذاً أكثر سلاسة لمبادئ الحرب باستخدام الأسلحة المشتركة.
ينبع التكامل الوثيق بين وحدات مشاة البحرية المختلفة من ثقافة تنظيمية تركز على المشاة. كل قدرات مشاة البحرية الأخرى موجودة لدعم المشاة. على عكس بعض الجيوش الغربية، ظل سلاح مشاة البحرية محافظًا ضد النظريات التي تَدعي قدرة الأسلحة الجديدة على كسب الحروب بشكل مُستقل. على سبيل المثال، كان طيران قوات مشاة البحرية الأمريكية يركز دائمًا على الدعم الجوي القريب وظل غير متأثر إلى حد كبير بنظريات القوة الجوية التي تدعي أن القصف الاستراتيجي يمكن أن يفوز بالحروب بمفرده.
تطورت تقنيات الحرب البرمائية التي تم تطويرها خلال الحرب العالمية الثانية، مع إضافة عقيدة الهجوم الجوي والمناورة العسكرية، إلى عقيدة «المناورة العملياتية من البحر» للإمزال البحري. يُنسب إلى مشاة البحرية تطوير عقيدة الإنزال بالمروحيات وكانوا الأوائل في الجيش الأمريكي الذين تبنوا على نطاق واسع مبادئ حرب المناورة، والتي تؤكد على المبادرة منخفضة المستوى والتنفيذ المرن. تعتمد قوات مشاة البحرية على البحرية في عمليات النقل البحري لتوفير قدرات الانتشار السريع. بالإضافة إلى تمركز ثلث قوة مشاة البحرية في اليابان، يتمركز عادة وحدات التدخل البحرية في البحر حتى تتمكن من العمل كمستجيبين أوليين للحوادث الدولية. للمساعدة في الانتشار السريع، تم تطوير نظام «التموضع البحري المُسبق»، حيث يتم وضع أساطيل من سفن الحاويات في جميع أنحاء العالم مع ما يكفي من المعدات والإمدادات لنشر قوة بحرية لمدة 30 يومًا.

## رتب قوات مشاة البحرية
جنود
| الرتبة                         | الاختصار |
| ------------------------------ | -------- |
| جندي                           | Pvt      |
| جندي أول                       | Pfc      |
| وكيل عريف                      | LCpl     |
| عريف                           | Cpl      |
| رقيب                           | Sgt      |
| مساعد رقيب                     | SSgt     |
| رقيب مدفعية                    | GySgt    |
| رئيس رقيب                      | MSgt     |
| رقيب أول                       | 1st Sgt  |
| رئيس رقيب مدفعية               | Mgy Sgt  |
| رقيب رائد                      | Sgt Maj  |
| رائد رقيب في سلاح مشاة البحرية | SMMC     |

ضباط صف
| الرتبة         | الاخنصار |
| -------------- | -------- |
| ضابط مفوض      | wo       |
| رئيس ضابط صف 2 | CWO2     |
| رئيس ضابط صف 3 | CWO3     |
| رئيس ضابط صف 4 | CWO4     |
| رئيس ضابط صف 5 | CWO5     |

ضباط
| الرتبة    | الاختصار |
| --------- | -------- |
| ملازم     | 2NDLT    |
| ملازم أول | 1stLT    |
| نقيب      | Capt     |
| رائد      | Maj      |
| مقدم      | LTCol    |
| عقيد      | Col      |
| عميد      | BGen     |
| لواء      | MajGen   |
| فريق      | LtGen    |
| فريق أول  | Gen      |

## صور

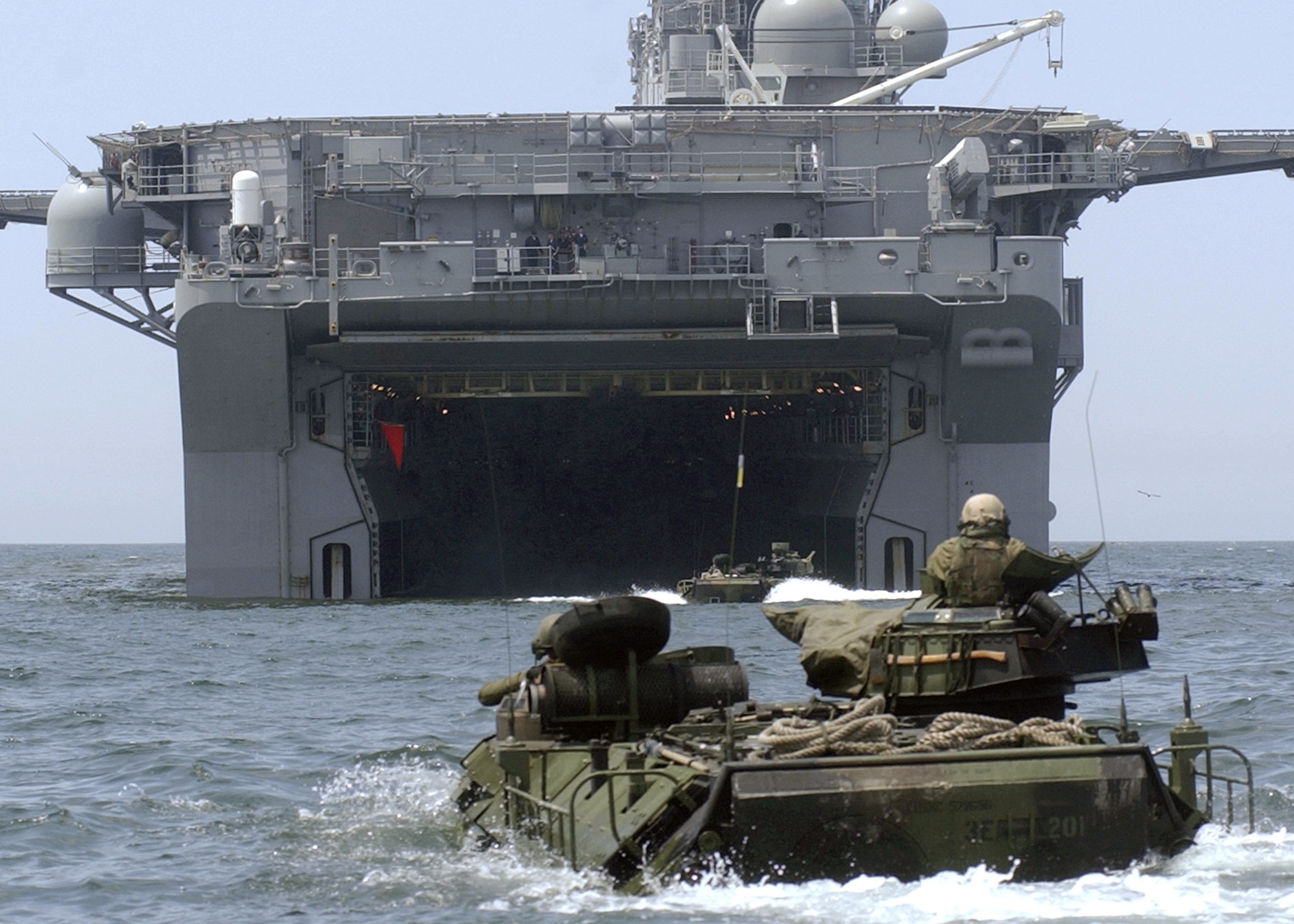
مركبات برمائية هجومية تقترب من سفينة حربية أمريكية.
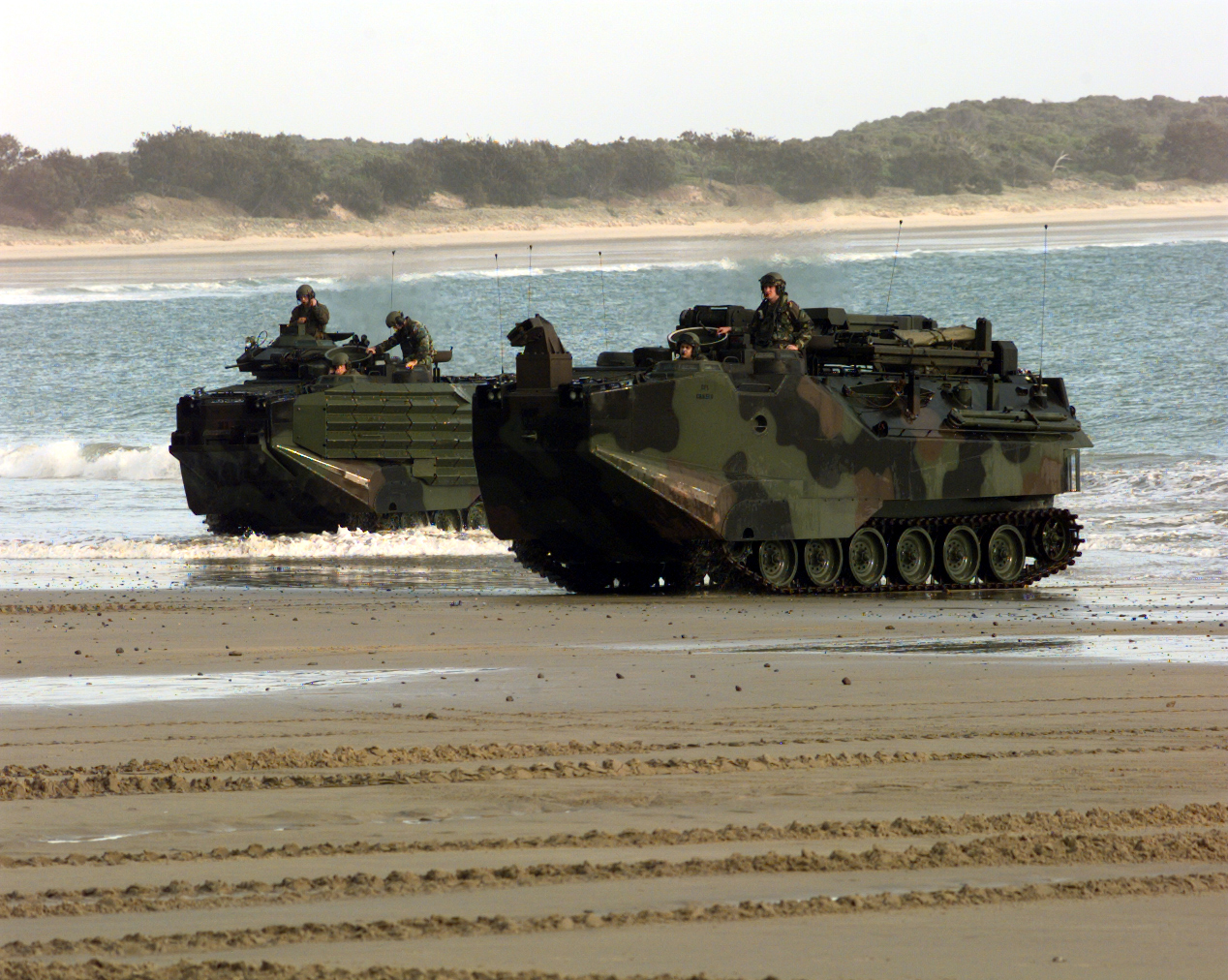
مركبتان برمائيتان هجوميتان تابعتان لقوات مشاة البحرية الأمريكية خلال تدريب مشترك على الإنزال البحري على رمال شاطئ فريشووتر في أستراليا. أكتوبر عام 1999م.
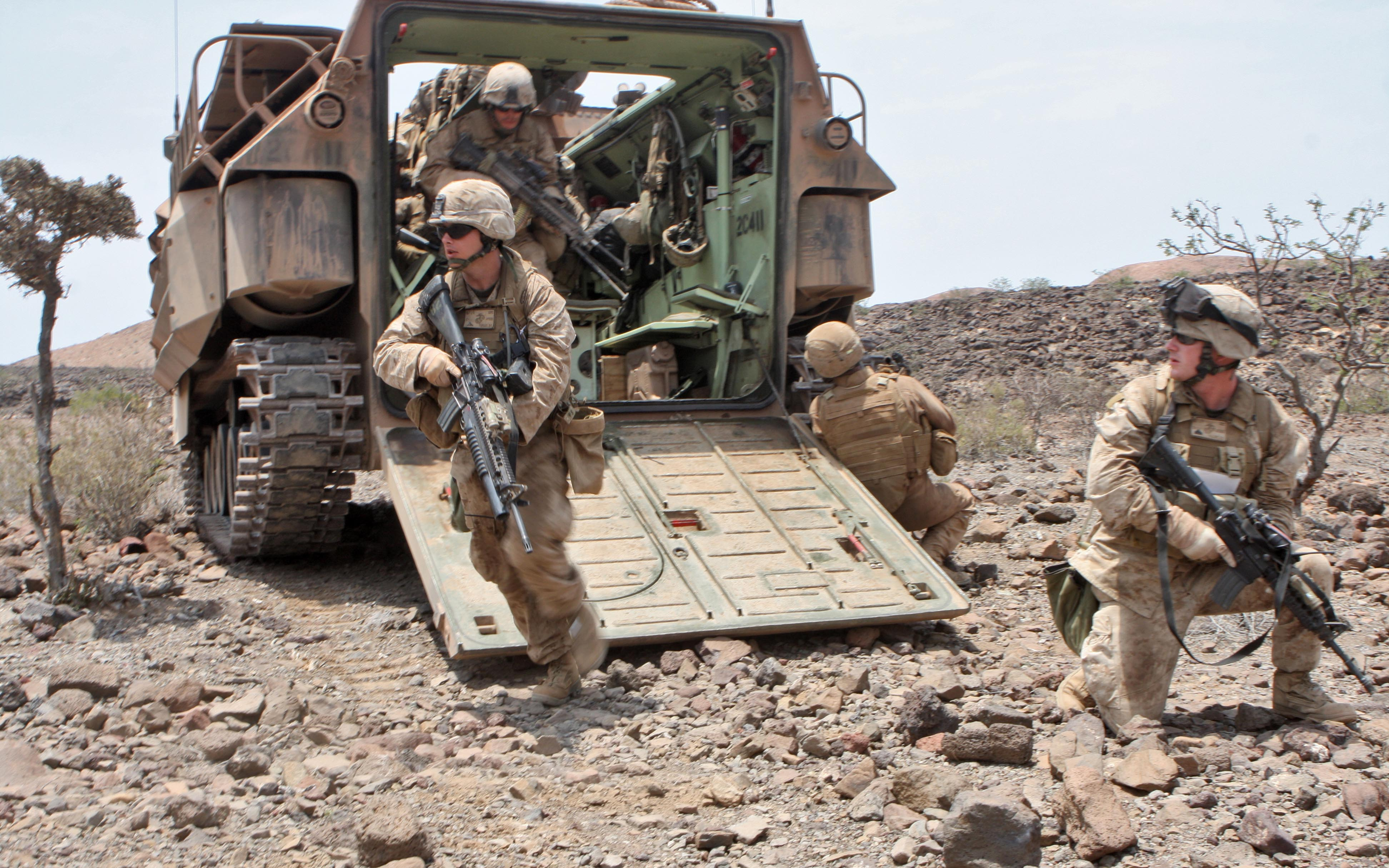
جنود مشاة البحرية الأميركية يترجلون من مركبة الهجوم البرمائية في جيبوتي.
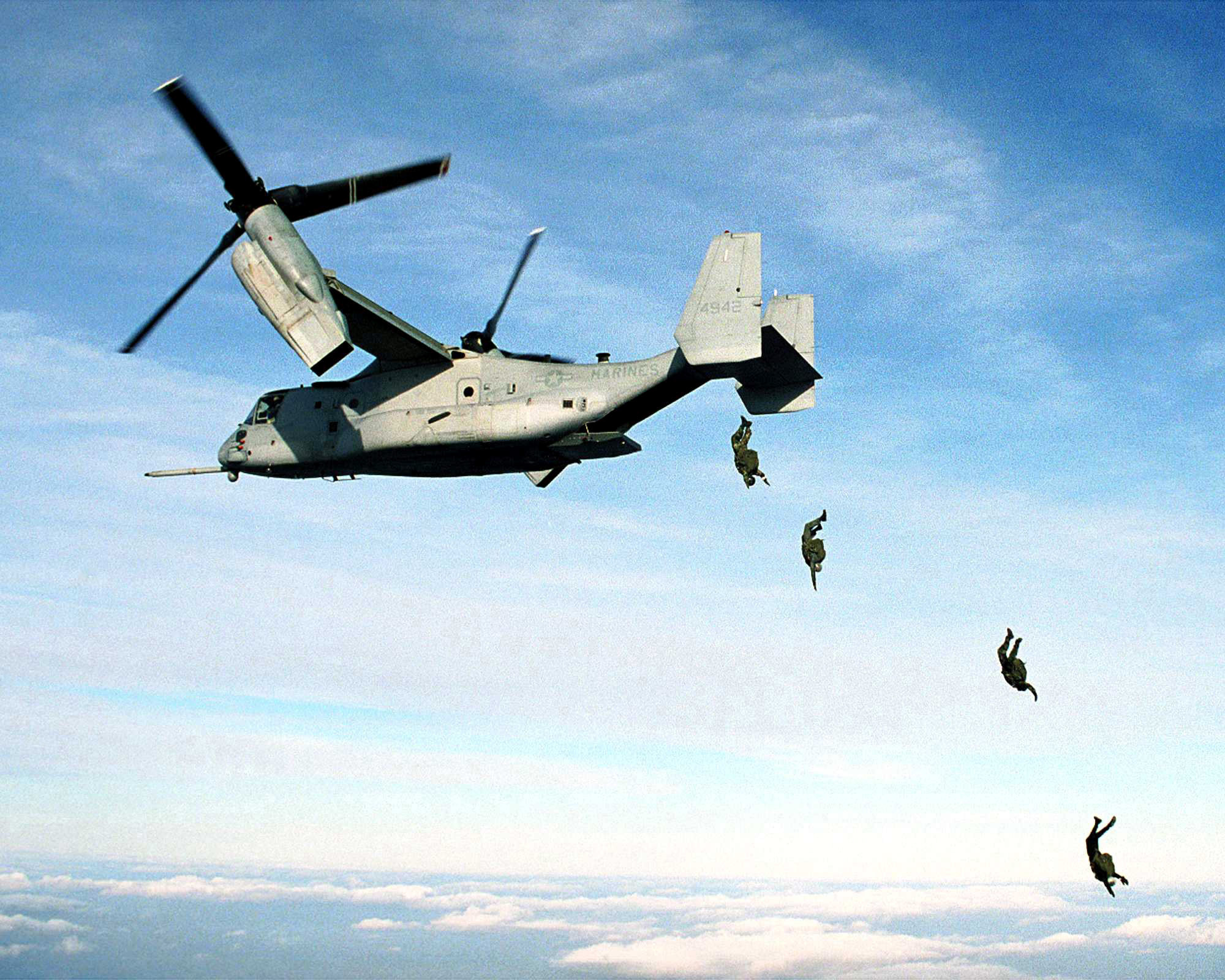
مظليون بحريون يقفزون من طائرة في-22 أوسبري.
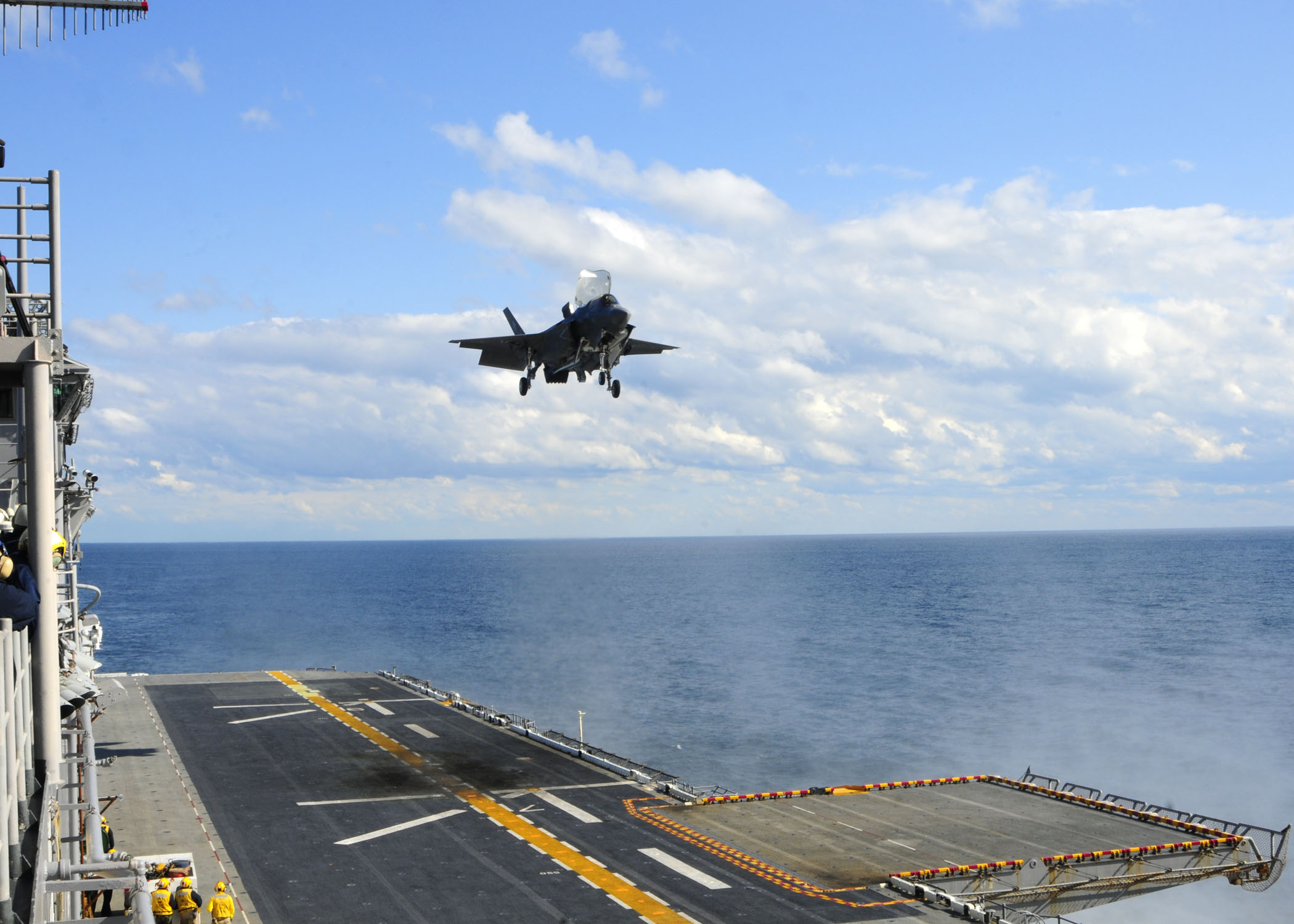
طائرة F-35B تابعة لسلاح مشاة البحرية، وهي النسخة ذات الهبوط العمودي من المقاتلة متعددة الأدوار F-35 Lightning II تهبط على متن حاملة الطائرات USS Wasp.
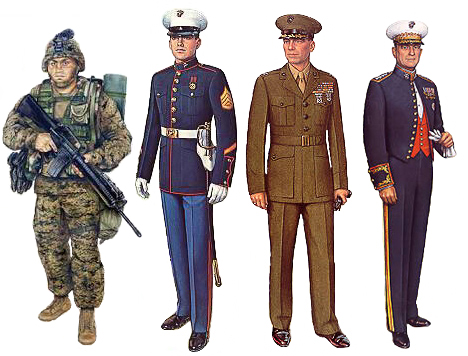
من اليسار إلى اليمين: جندي مشاة بحرية أمريكي يرتدي زي مشاة البحرية القتالي المجهز بالكامل عام 2003 تقريبًا، وجنديًا من مشاة البحرية الأمريكية يرتدي زيًا رسميًا أزرق اللون (كاملًا)، وضابط من مشاة البحرية الأمريكية يرتدي زيًا رسميًا، وجنرال من مشاة البحرية الأمريكية يرتدي زيًا رسميًا مسائيًا.

## روابط خارجية
- قوات مشاة بحرية الولايات المتحدة على موقع IMDb (الإنجليزية)
- قوات مشاة بحرية الولايات المتحدة على موقع الموسوعة البريطانية (الإنجليزية)
- قوات مشاة بحرية الولايات المتحدة على موقع ميوزك برينز (الإنجليزية)